# Matthias Schweighöfer
Matthias Schweighöfer, född 11 mars 1981 i Anklam, är en tysk skådespelare, filmregissör, filmproducent och sångare. Han är i Sverige mest känd för sina roller i Netflixfilmerna Army of the Dead samt Army of Thieves samt för sin roll i 100 saker (100 Dinge) som visats av SVT.